# The Brave Engineer
L'intraprendente macchinista (The Brave Engineer) è un cartone animato a soggetto corto prodotto dalla Walt Disney nel 1950, basato sulle gesta del leggendario macchinista ferroviario Casey Jones.

## Trama
Il film si apre con una ripresa dall'alto di un vasto scalo ferroviario al mattino, dove tutti i treni sono "profondamente addormentati". L'inquadratura inizia a concentrarsi su un unico treno con Johnny, un americano standard 4-4-0, dove Casey si rivela "addormentato lentamente" nella cabina del suo motore. Si sveglia rapidamente e si rende conto di essere completamente in ritardo e finisce per preparare frettolosamente il motore a partire. La posta viene caricata a bordo del vagone postale sul treno e con un fischio sul fischio, Casey parte ad alta velocità attraverso il labirinto di interruttori e binari di raccordo, quasi scavando altri due treni nel processo prima di uscire in sicurezza dal cortile con il narratore che grida ad alta voce.
All'inizio il viaggio è tranquillo. Più avanti, però, subentra il maltempo, allagando i binari e sommergendo quasi tutto il treno. Con otto ore di ritardo, ma comunque imperterrito, Casey sale sul tetto della cabina e usa la sua pala da carbone come pagaia. In poco tempo, conseguentemente al diradarsi dell'alluvione, Casey è di nuovo in viaggio.
Non appena il treno torna a piena velocità, Casey è costretto a fermarlo stridendo: una grande mucca marrone è in piedi in mezzo ai binari al pascolo. Dopo un susseguirsi di urla e fischi da parte di Casey, la mucca si allontana e il treno accelera mentre Casey inizia a spalare il carbone nella fornace.
Si presenta quindi un altro problema: un cattivo stereotipato con baffi neri a manubrio ha legato una signora ai binari davanti al treno di Casey dove quest'ultimo urla terrorizzato. Non volendo sprecare altro tempo a fermarsi, Casey si precipita in avanti, si alza sull'accalappia di Johnny e raccoglie la donna terrorizzata solo pochi secondi nel momento in cui il treno sta per investirla. Casey ha tanta fretta adesso, che non ha nemmeno il tempo di fermarsi per lasciarla scendere, depositandola (corda e tutto il resto) tra le braccia di un capostazione piacevolmente sorpreso mentre si precipita oltre la piattaforma successiva a tutta velocità.
È scesa la notte e la locomotiva di Casey si trova a tutta velocità attraverso uno stretto passo di montagna coperto di neve. Mentre il treno passa su un alto traliccio che attraversa una gola, tuttavia, mentre Casey sta alimentando la caldaia e soffiando nel focolare per far andare il treno più veloce, un altro cattivo stereotipato porta quasi le cose a una fine esplosiva. Ancora una volta imperterrito, il motore di Casey lotta, sbuffando e sbuffando, su per il lato della gola e continua per la sua strada.
Poco dopo, un gruppo di gangster armati a cavallo osserva il treno dall'alto su una collina in un deserto e si precipita verso il treno. La banda è presto nella cabina, brandendo le loro pistole e coltelli minacciosamente contro Casey, che, mentre spala carbone nella fornace, ignora la loro stessa presenza. È nel momento successivo che raccoglie accidentalmente uno dei banditi in piedi sulla sua pala piena di carbone che finalmente nota la compagnia non invitata per averne quasi spalato uno nella fornace del motore. Anche allora, Casey è estremamente infastidito da questa nuova distrazione più che altro, e inizia a combattere i banditi del treno, colpendoli ripetutamente con la sua pala, pur continuando ad alimentare la caldaia con il carbone del tender del carbone. Dopo aver gettato rapidamente gli ultimi potenziali ladri lontano dal treno, Casey e il suo treno continuano quando Casey controlla l'orologio e si rende conto di essere in ritardo con i teppisti. Determinato a recuperare il tempo perso qualunque sia il costo, apre l'acceleratore così tanto che in realtà strappa la maniglia dal suo supporto e lo getta via.
La notte cambia in giorno mentre il treno accelera e lo scenario esterno diventa rapidamente sfocato mentre il treno viaggia sempre più velocemente. Quando si esaurisce il carbone, Casey getta la pala e la sedia a dondolo, e presto sorgono una miriade di problemi strutturali che Casey affronta con frenetica abilità e velocità e coraggiosamente dà a Johnny un po' 'di corsa mentre il treno sta ruggendo giù da una collina.
Mentre è occupato per il resto, Casey non si accorge che un altro treno, un lento treno merci, a doppia testa da Zeb e Zeek, una coppia di motori per tender 4-8-0, (n. 77 e 5) sta venendo verso di lui nella direzione opposta. Casey, noncurante di tutto, tranne che alle sue riparazioni, è troppo impegnato a riparare la cupola per notarlo, e mentre l'altro treno gli si avvicina, la cupola del motore di Casey cade e viene rimontata dal coraggioso ingegnere. L'altro ingegnere, un anziano, con una pipa di pannocchia in bocca, anche se sta spiando il treno di Casey, e nel timore dell'approccio cieco e furioso di Casey, urla di paura e fischia a Zeb per avvisare gli altri che il treno di Casey si sta dirigendo verso di loro come un proiettile. L'uomo dei freni, vedendo il treno merci lento a due teste, sussulta, esce dal vagone e corre sopra il vagone postale, verso Johnny per avvertire Casey del treno in arrivo, ma Casey non lo sente. Mentre l'altro treno si avvicina, il controllore aziona la sirena, ma Casey si fa beffe di lui. Mentre il conducente dice "Addio!", salta giù dal treno e nell'inquadratura successiva, una vista dal treno di Casey, è tornato sopra e viene mostrato ancora in piedi sul tetto di Johnny. I lavoratori della doppia testata, che si stanno avvicinando sull'altro treno, sussultano tutti per il terrore, e abbandonano rapidamente anche il loro treno saltando fuori da Zeb e Zeek, e corrono ai ripari, e proprio come Casey ora nota, finalmente urla di sorpresa prima che i due treni inizino a scontrarsi con una violenta reazione a catena di grandi esplosioni in una nuvola di fumo nero.
Successivamente, veniamo portati a una stazione, presumibilmente quella in cui Casey dovrebbe terminare, e, con Casey in ritardo, il Porter teme il peggio. Poi, con sua grande gioia e sorpresa, Casey rotola giù per la collina sui resti di Johnny che trasportava un sacco di posta. Un Casey picchiato mostra quindi il suo orologio con orgoglio, affermando che è "IN TEMPO, QUASI". E il narratore dice "La prossima volta, prendi il treno!"